# Johann Ludwig Daniel Karl Lehnerdt
Johann Ludwig Daniel Karl Lehnerdt (auch: Lehnert; * 11. April 1803 in Wilsnack; † 16. Dezember 1866 in Magdeburg) war ein deutscher evangelischer Theologe.

## Leben
Der Sohn des Schlächtermeisters Carl Jacob Johann Christian Lehnert und dessen Frau Catharina Maria Elisabeth Gerlof, in seiner Prignitzer Heimat am Joachimsthalschen Gymnasium im Jahr 1821 die Hochschulreife. Nachdem er im selben Jahr an der Universität Berlin ein Theologiestudium aufgenommen hatte, wechselte er am 19. Oktober 1822 an die Universität Heidelberg und setzte zurückgekehrt nach Berlin 1823 seine Studien fort. Nach seiner universitären Ausbildung betätigte er sich als Hauslehrer bei einem Herrn von Jagow. An der Universität Marburg erwarb sich Lennerdt 1828 den akademischen Grad eines Lizentiaten der Theologie, habilitierte sich 1829 an der Universität Königsberg als Privatdozent und wurde 1832 außerordentlicher Professor an der dortigen theologischen Fakultät.
Nachdem er dort um 1832/33 zum Doktor der Theologie ernannt worden war, übernahm er 1835 eine ordentliche Professur der praktischen Theologie. Er trat zugleich eine Pfarrstelle an der Löbenichtschen Kirche und wurde zum Konsistorialrat ernannt. 1837 übernahm er die Pfarrstelle an der Königsberger Altstadtkirche und er wurde zugleich Superintendent. In jener Tätigkeit etablierte sich Lehnerdt als Vertreter der lutherischen Kirche, der eine konfessionelle Vereinigung der reformierten mit der lutherischen Kirche unterstützte. In Königsberg beteiligte er sich auch an den organisatorischen Aufgaben der Hochschule und wurde im Wintersemester 1840/41 zum Rektor der Alma Mater gewählt.
Er war in Königsberg zudem Mitherausgeber des Fachjournals der Preußischen Provinzialkirchenblätter, Vorstandsmitglied im Krankenhaus der Barmherzigkeit und setzte sich für die Waisenkinder in Preußen ein. Seine vielfältigen Aktivitäten als Königsberger Kirchen- und Dogmengeschichtler brachten ihm 1851, als Nachfolger von August Neander, einen Ruf an die Universität Berlin ein. Hier war er als Professor der kirchengeschichtlichen Abteilung 1854/55 und 1857/58 Dekan der theologischen Fakultät. 1858 ernannte man ihn zum ersten Prediger am Dom in Magdeburg, zum Konsistorialdirektor und Generalsuperintendenten der evangelischen preußischen Kirchenprovinz Sachsen. In dieser Tätigkeit wirkte er bis zu seinem Lebensende.
Lehnert hatte 1835 in Königsberg Louise Wilhemine Schieferdecker geheiratet.

## Werke
- Quaestiones Ioannea. Illustratur locus ex Epist. Ioann. I, cap. V, 14 seqq. Königsberg 1832
- Commentatio de nonnullis Christi effatis unde ipse quid quantumque tribuerit miraculis cognosci liceat. Königsberg 1833
- Commentationis de Andreae Osiandri, Theologi, Regiomontani, ratione ac modo concionandi. Königsberg 1835
- Auctarium. Königsberg 1835, 1845
- De Andrea Osiandro, Theologo Norimbergensi atque Regiomontano, commentatio Historica Theologica. Königsberg 1837, Part. 1 (Online), 1837, Part II; PartI u. II (Online) u. 1841
- Anecdota ad historiam controversiae ab Andrea Osiandro factae pertinentia. Königsberg 1841, Part 1; 1844 Part III (Online)
- Der Dekalog und die evangelischen Gymnasien. Eine theologisch-pädagogische Erörterung. Königsberg 1843
- Die Augsburgische Confession, vom Jahre 1530 als das Grundbekenntniß der evang.-protest. Kirche. 1843
- Christliche Glaubens- und Lebens-Sätze aus dem ersten Briefe Petri. Ein Erinnerungsblatt für die Hörer der in der Trinitatiszeit 1846 über den ersten Brief Petri gehaltenen Predigten. 1846
- Acht Predigten zur Verständigung über die gegenwärtigen Lebensfragen der evangelischen Kirche und ihre heilsame Lösung. Königsberg 1848 (Online)
- Vorwärts! Heißt die Losung der evangelischen Kirche. Predigt über Philipp. 3, 12-16. Vor der Löbenichtschen Gemeinde zu Königsberg. Königsberg 1848
- So bestehet nun in der Freiheit, damit uns Christus befreiet hat. Predigt über Joh. 8, 31-36, am ersten Sonntage nach Trinitatis 1848 vor der Löbenichtschen Gemeinde zu Königsberg gehalten. Königsberg 1848

## Weblink
- Johann Ludwig Daniel Karl Lehnerdt im Magdeburger Biographischen Lexikon